# Carl Fredrik Kiörboe

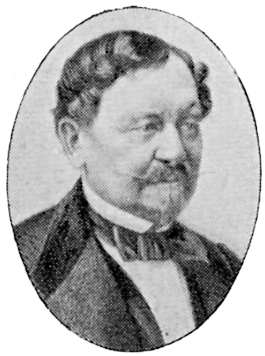
Carl Fredrik Kiörboe

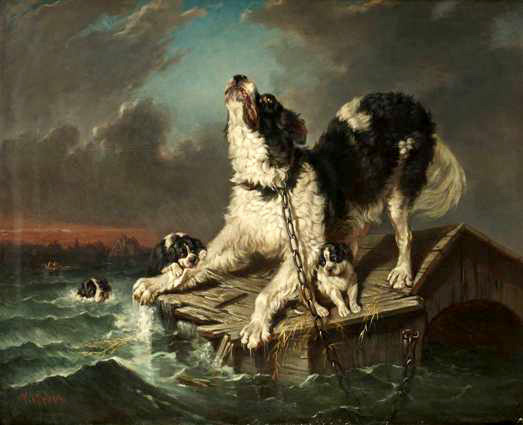
Die Überschwemmung, 1850

Carl Fredrik Kiörboe (* 1. Juni 1799 in Christiansfeld; † 2. Januar 1876 in Dijon) war ein schwedischer Maler.

## Leben
Kiörboe wurde im Herzogtum Schleswig geboren. Nach einer Zeit als Handelsschüler in Holland und Hamburg kam er nach Stockholm. Sein Onkel mütterlicherseits ermunterte ihn zu zeichnerischen Studien und unterrichtete ihn gleichzeitig in Tieranatomie und Veterinärmedizin. 1829 begann Kiörboe eine militärische Karriere beim Kavallerieregiment in Jämtland. Zur selben Zeit malte er kleiner Pferdebilder in Pastell, wechselte bald zu Ölgemälden und fertigte Lithografien mit Pferdestudien. In seiner militärischen Laufbahn stieg er erst zum Leutnant auf und 1837 erhielt er den Titel Rittmeister. Nach einem Besuch in Berlin zog er 1840 nach Paris, wo er sich fest niedersetzte.
Kiörboe ist hauptsächlich bekannt für seine Tiergemälde, so existieren von ihm Reiterporträts von Karl XIV. Johann, Karl XV. und Napoleon III. Im Pariser Salon präsentierte er 1843 ein Fuchs- und ein Bulldoggengemälde, 1844 eine Hirschjagd und 1846 Fuchs in der Schlinge. Als berühmtestes Gemälde wird allgemein Die Überschwemmung (Schwedisch: Översvämningen, siehe Bild) bezeichnet. Kiörboe trug die Bezeichnung Schwedischer Hofmaler und war Mitglied der Königlich Schwedischen Akademie der freien Künste.
Im Laufe der Pariser Kommune 1871 wurde Kiörboes Wohnung im Stadtteil Montretout von Saint-Cloud zerstört. Er lebte seine letzten Jahre bei seiner Stieftochter und deren Partner in Dijon.